# Willi Wülbeck
Willi Wülbeck (Alemania Occidental, 18 de diciembre de 1954) es un atleta alemán, especializado en la prueba de 800 m en la que llegó a ser campeón del mundo en 1983.

## Carrera deportiva
En el Mundial de Helsinki 1983 ganó la medalla de oro en los 800 metros, con un tiempo de 1:43.65 segundos, llegando a la meta por delante del neerlandés Rob Druppers y del brasileño Joaquim Cruz.